# 受電設備
受電設備（じゅでんせつび）は、電力会社から受電した電力を負荷設備に適した電圧に変換する（単相3線式200/100V受電では変換しない）とともに、配電線の事故時の負荷設備の保護をし、内部事故が波及事故につながることを防止する需要家の電気工作物である。

## 責任分界点
責任分界点とは、電力会社と需要家の財産または保安の責任が区分される点である。
財産分界点と保安責任分界点は同じであることが望ましいが、設備の都合で違う場合がある。